# 166 Rodopa
166 Rodopa (mednarodno ime 166 Rhodope) je asteroid  v glavnem asteroidnem pasu. Kaže značilnosti dveh tipov asteroidov (tipa G in tipa C) .

## Odkritje
Asteroid je odkril nemško-ameriški astronom Christian Heinrich Friedrich Peters 15. avgusta 1876 . Poimenovan je po Rodopi, kraljici iz grške mitologije.

## Lastnosti
Asteroid Rodopa obkroži Sonce v 4,40 letih. Njegova tirnica ima izsrednost 0,209, nagnjena pa je za 12,026° proti ekliptiki. Okoli svoje osi pa se zavrti v 4,715 h .